# فهرست شبکه‌های اچ‌اس‌دی‌پی‌ای توسعه‌یافته

## الف
استرالیا
- Telstra، با سرعت 14.4Mbit/s
- Optus، با سرعتی بالاتر از 3.6Mbit
- Vodafone استرالیا، سرعتی در حدود 1.8Mbit
- Hutchison's 3، با سرعت 3.6Mbit

اتریش
- T-Mobile
- Mobilkom Austria
- One
- 3، با سرعت بارگذاری 3.6Mbit

اسلواکی
- Orange با سرعتی در حدود 3.6Mbit
- T-Mobile

اسلونی
- Mobitel با سرعتی بالاتر از 3.6Mbit

آفریقای جنوبی
- MTN
- Vodacom

اسپانیا
- Orange با سرعتی در حدود 3.6Mbit
- Movistar با سرعت 3.6Mbit
- Vodafone با سرعت بارگذاری 3.6Mbit
- Yoigo

انگلستان
- Vodafone
- T-Mobile UK، با سرعت 1.8Mbit، در 2007 به 3.6Mbit می‌رسد، 7.2Mbit در سال 2008، 10Mbit در سال 2009 و 20Mbit در سال 2011.
- O2 با سرعت 3.6Mbit در ابتدا، 7.3Mbit در 2008 و 10.2Mbit در سال 2009.
- Orange UK
- 3 UK

ایالات متحده آمریکا
- Cingular
- T-Mobile US

آلمان
- T-Mobile
- Vodafone
- O2

استونی
- EMT

ایتالیا
- 3
- Vodafone
- TIM
- WIND

اسرائیل
- Partner
- Cellcom

ایران
- Irancell
- RighTel

ایرلند
- Vodafone
- O2
- 3

اندونزی
- Excelcom
- Indosat

## ب
بحرین
- MTC-Vodafone به صورت آزمایشی

بلژیک
- Proximus

بلغارستان
- M-tel
- Globul

## پ
پاکستان
- به زودی

پرتغال
- TMN
- Vodafone
- Optimus

## ج
جمهوری چک
- T-Mobile
- Eurotel

## د
دانمارک
- 3

## ر
رومانی
- Vodafone Romania
- Orange Romania با سرعتی در حدود 3.6Mbit/s

## ز
زلاندنو
- Vodafone

## ژ
ژاپن
- Softbank
- DoCoMo

## س
سنگاپور
- MobileOne با سرعتی در حدود 3.6Mbit/s

سوئد
- 3، با سرعت بارگذاری 3.6Mbit که درنیمه دوم 2007 به سرعت 7.2MBit به روز رسانی خواهد شد.
- Tele 2، با سرعتی در حدود 3.6Mbit/s

سوئیس
- Swisscom با سرعتی در حدود 3.6Mbit/s

## ع
عربستان سعودی
- AlJawal
- Mobily

## ف
فیلیپین
- Globe Telecom
- Smart Communications
- PLDT با استفاده از سیستم Smart Communications

فنلاند
- Elisa Oyj
- DNA Finland با سرعتی بالاتر از 3.6Mbit

فرانسه
- SFR

## ک
کانادا
- Rogers Wireless

کره جنوبی
- SK Telecom
- KTF

کویت
- Wataniya

## ل
لیتوانی
- Bite
- Omnitel

## م
مالزی
- Maxis Communications
- Celcom

مجارستان
- T-Mobile
- Pannon GSM
- Vodafone

## ه
هنگ کنک
- SmarTone-Vodafone
- CSL

هلند
- Vodafone
- T-Mobile
- KPN

## ی
یونان
- Cosmote